# Karl Ferdinand Sohn

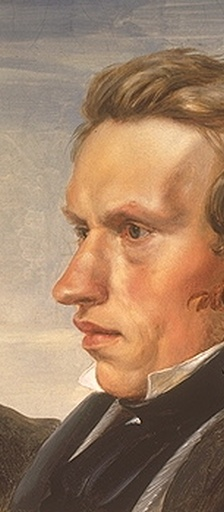
Karl Ferdinand Sohn, după un tablou de Julius Hübner (1839)

Karl Ferdinand Sohn (n. 10 decembrie 1805 în Berlin - d. 25 noiembrie 1867 în Köln) a fost un pictor german.

## Opere
- Rinaldo und Armida
- Die Lautenschlägerin
- Der Raub des Hylas
- Diana und Aktäon
- Das Urteil des Paris
- Romeo und Julie
- Die beiden Leonoren
- Die Schwestern
- Die vier Jahreszeiten
- Lurlei